# Eva Klímková
Eva Klímková (* 12. října 1997 v Praze) je česká topmodelka a světová vítězka Elite Model Look 2013.

## Osobní život
Pochází z Prahy. Má sestru, vlastní koně.
V letech 2004–2013 navštěvovala základní školu Vladislava Vančury na Praze 5. Od září 2013 studovala obor Zahradnictví se zaměřením na floristiku na Střední odborné škole stavební a zahradnické v Praze.

## Modeling
Evu si v obchodním centru vyhlédla skautka modelingové agentury Elite Models a agentura jí následně navrhla, aby se přihlásila do prestižní modelingové soutěže Schwarzkopf Elite Model Look, přestože neměla žádné zkušenosti s modelingem. Před soutěží jela ještě na dva měsíce do Tokia, kde nafotila obálku pro Spur Japan a pro L´OFFICIEL Singapore. V září 2013 zvítězila v národním finále, které se konalo ve Španělském sále Pražského hradu. Poté zastupovala Českou republiku na světovém finále v Číně konaném 27. listopadu 2013, kde také zvítězila a jako hlavní cenu získala kontrakt ve výši 150 000 eur.
V roce 2014 nafotila obálku pro časopis Elle Czech.
Módními odborníky byla přirovnaná k mladé topmodelce Kate Moss kvůli očím posazeným daleko od sebe jako u Kate Moss.